# Sadouan (Zamo)
Pour les articles homonymes, voir Sadouan.
Sadouan est une commune rurale située dans le département de Zamo de la province de Sanguié dans la région du Centre-Ouest au Burkina Faso.